# Silvio Padoin
Silvio Padoin (ur. 11 kwietnia 1930 w Pieve di Soligo, zm. 31 października 2019 w Conegliano) – włoski duchowny rzymskokatolicki, w latach 1994-2005 biskup Pozzuoli.

## Życiorys
Święcenia kapłańskie przyjął 9 kwietnia 1955. 8 maja 1993 został mianowany biskupem Pozzuoli. Sakrę biskupią otrzymał 26 czerwca 1993. 2 września 2005 przeszedł na emeryturę.